# Нікулінська (Ленінградська область)
Нікулінська (рос. Никулинская) — присілок у Подпорозькому районі Ленінградської області Російської Федерації.
Населення становить 11 осіб. Належить до муніципального утворення Вінницьке сільське поселення.

## Історія
Згідно із законом від 1 вересня 2004 року № 51-оз належить до муніципального утворення Вінницьке сільське поселення.

## Населення
| 1873 | 1905 | 1997 | 2007 | 2010 |
| ---- | ---- | ---- | ---- | ---- |
| 15   | ↗30  | ↘11  | ↗17  | ↘11  |